# 阿道克船长
哈達克船長（英語：Captain Haddock）是比利时漫画作家艾爾吉创作的漫画系列《丁丁历险记》的主角之一，首次登场于《金鉗螃蟹販毒集團》。他嗜酒如命，脾气暴躁，是独角兽号船长之后裔。為一个典型的海员形象。

## 人物名字
在《丁丁与丛林战士》中，首次透露了阿道克船长的全名——阿奇波尔德·阿道克（Archibald Haddock）。“阿道克”（Haddock）这个名字源自英语，意思是黑线鳕鱼。他常常被卡斯塔菲歐蕾错叫成巴多克、卡斯道克、卡波克、哈洛克等名字。

## 改編作品
- 在2011年電影《丁丁歷險記》中，由安迪·瑟克斯飾演哈達克船長[3]。

## 注解
1. ↑  中国少年儿童出版社译「阿希巴尔德」